# Пригоди Нодді в іграшковій країні
Пригоди Нодді в іграшковій країні (англ. Noddy's Toyland Adventures) — дитяча телевізійна програма, яка транслювалася вересня 1992 року по січень 1993 року і в грудні 1994 року, а потім в 1999 році на BBC. Він був випущений Cosgrove Hall Films в анімації зупинки руху.

## Список епізодів

### 1 сезон
1. Нодді всіх втрачає
2. Нодді і Гобліни
3. Нодді і Неслухняний хвіст
4. Нодді і проливним дощем
5. Нодді і мавпочки Марто
6. Нодді і повітряний змій
7. Новий друг Нодді
8. Нодді і його дзвіночок
9. Нодді і Молочник
10. Нодді отримує нове завдання
11. Нодді і зламаний велосипед
12. Нодді і спеціальний ключ
13. Нодді надає деякі посилки

### 2 сезон
1. Нодді і пропущені капелюхи
2. Нодді і корисний канат
3. Нодді втрачає свій дзвіночок
4. Нодді вітає великі вуха
5. Нодді йде за покупками
6. Нодді займати за парасолями
7. Нодді зустрічає деякі дурні кури
8. Нодді простягає руку
9. Нодді знаходить пухнастий хвіст
10. Нодді встановлює пастку
11. Нодді і чарівна ніч
12. Нодді поспішають на допомогу
13. У Нодді поганий день

### 3 сезон
1. Нодді і вудка
2. Нодді і теплий шарф
3. Нодді Чемпіон
4. Нодді і Золоте дерево
5. Нодді і його нещасний автомобіль
6. У Нодді є другий день
7. Нодді-маг
8. Нодді і його гроші
9. Нодді займати деякі штани
10. Нодді і його будильник
11. Нодді покупок з парашута
12. Нодді смачний торт
13. Нодді Танцюрист

#### Спеціальний випуск
- Нодді і Санта

### 4 сезон
1. Нодді і чарівний годинник
2. Нодді і Гобліни
3. Нодді шукає соеровіща
4. Нодді і Чарівні стаканчики
5. Нодді і гроза
6. Нодді і галасливий барабан
7. Привести в порядок в місті іграшок
8. Нодді і стрибучі м'ячі
9. Нодді занадто зайнятий
10. Нодді розповідає історію
11. Нодді і художник
12. Нодді потрібні ліки
13. Нодді і Урок водіння